# San Miguel Tenango, Puebla
San Miguel Tenango är en ort i Mexiko.   Den ligger i kommunen Zacatlán och delstaten Puebla, i den sydöstra delen av landet, 140 km öster om huvudstaden Mexico City. San Miguel Tenango ligger 2 062 meter över havet och antalet invånare är 1 263.
Terrängen runt San Miguel Tenango är huvudsakligen kuperad, men åt sydost är den bergig. Runt San Miguel Tenango är det ganska tätbefolkat, med 149 invånare per kvadratkilometer. Närmaste större samhälle är Zacatlán, 4,1 km nordväst om San Miguel Tenango. I omgivningarna runt San Miguel Tenango växer i huvudsak blandskog.